# Leutenbach (Bade-Wurtemberg)
Pour les articles homonymes, voir Leutenbach.
Leutenbach est une commune de Bade-Wurtemberg (Allemagne), située dans l'arrondissement de Rems-Murr, dans la région de Stuttgart, dans le district de Stuttgart.